# Iglesia de Santa Fe (Zaldivia)
La iglesia de Santa Fe es un inmueble de la localidad española de Zaldivia, en la provincia de Guipúzcoa.

## Descripción
El edificio se encuentra en la localidad española de Zaldivia, perteneciente a la provincia de Guipúzcoa, en la comunidad autónoma del País Vasco. Construido en el siglo XII, está protegido bajo la categoría de «zona de presunción arqueológica». Se menciona como iglesia parroquial del lugar en el decimosexto y último volumen del Diccionario geográfico-estadístico-histórico de España y sus posesiones de Ultramar de Pascual Madoz, donde aparece descrita con las siguientes palabras: «igl. parr. (Santa Fe) de segundo ascenso, servida por un vicario y 3 beneficiados».
Aparece descrita en el Diccionario histórico-geográfico-descriptivo de los pueblos, valles, partidos, alcaldías y uniones de Guipúzcoa de Pablo de Gorosábel con las siguientes palabras:

Su iglesia parroquial es de la advocacion de Santa Fé, vírgen y mártir, cuya fiesta celebra el dia 6 de octubre de cada año: es de patronato de la misma villa, y se halla servida por un vicario y dos beneficiados. La vicaría se provee, prévia opoiscion entre vascongados, por tres electores sacados á la suerte entre los dueños de casas de la jurisdiccion, que concurran por sí ó por medio de apoderado. En igual forma se hacía antes del último concordato la presentacion de los beneficios. Sin embargo, el marqués de Valmediano, como poseedor de la casa solar de Lazcano, y el chantre dignidad de la iglesia catedral de Pamplona, percibían anteriormente las cuatro sétimas partes de la masa de los frutos decimales, no consta con qué derecho. La administracion de los fondos parroquiales destinados al culto divino pertenece á una junta, compuesta del alcalde, vicario y mayordomo nombrado por el ayuntamiento.
(Gorosábel, 1862, pp. 631-632)